# Лямин, Денис Игоревич
Денис Игоревич Лямин (род. 19 мая 1979, Слуцк, Минская область, БССР, СССР) — российский военачальник, генерал-лейтенант (2022). Начальник штаба Центрального военного округа с октября 2023 года.

## Биография
Лямин Денис Игоревич родился 19 мая 1979 года в городе Слуцке Минской области Белорусской ССР.
Отец — офицер Игорь Лямин (род. 1955), в последствии — генерал-майор, заместитель начальника штаба Приволжско-Уральского военного округа (2004—2010), военный комиссар Свердловской области (2010—2020).
Окончил среднюю школу №4 в Чебаркуле.
В 1996 поступил и в 2001 году окончил Челябинское высшее командное танковое училище.
После окончания училище с 2001 по 2005 год проходил службу в должностях командира взвода, роты, заместитель командира батальона, командир батальона.
В 2005—2007 год — слушатель Общевойсковой академии Вооружённых сил Российской Федерации.
С сентября 2009 г. по ноябрь 2011 г. — начальник штаба — заместитель командира 28-й отдельной мотострелковой бригады 2-й гвардейской общевойсковой армии Приволжско-Уральского военного округа. Был участником двух стратегических учений «Центр-2011» и «Рубеж-2012».
С ноября 2011 г. по апрель 2013 г — начальник штаба — заместитель командира 6-й отдельной танковой бригады 20-й гвардейской общевойсковой армии Западного военного округа.
С апреля 2013 г. по май 2015 г. — начальник штаба — заместитель командира 2-й гвардейской Таманской мотострелковой дивизии 20-й гвардейской общевойсковой армии (с декабря 2014 г. 1-й гвардейской танковой армии) Западного военного округа.
С мая 2015 г. по декабрь 2016 г. — командир 201-й военной базы в Таджикистане.
На октябрь 2015 года инструкторами базы было подготовлено более 1000 младших специалистов для армии Таджикистана. Личный состав военной базы и сейчас оказывает всяческую помощь Таджикистану, безвозмездно передаёт стрелковое оружие и средства ближнего боя, военную технику, в том числе бронетанковое вооружение.
С декабря 2016 г. по август 2017 г. — командир 90-й гвардейской танковой дивизии Центрального военного округа. 19 августа 2017 года во время торжественных мероприятий по случаю 90-й годовщины дивизии командир дивизии генерал-майор Денис Лямин попрощался с Боевым знаменем дивизии. С сентября 2017 г. Денис Игоревич стал слушателем Военной академии Генерального штаба Вооружённых сил Российской Федерации.
Указом Президента РФ от 22.02.2017 № 83 полковнику Лямину Денису Игоревичу присвоено воинское звание генерал-майор.
С сентября 2017 г. по июнь 2019 г. — слушатель факультета национальной безопасности и обороны государства Военной академии Генерального штаба Вооружённых сил Российской Федерации, окончил академию с золотой медалью
«Армия — это все, армия — это жизнь. Я уверен, что моя семья гордится мной. И это возлагает дополнительную ответственность на меня», — сказал генерал-майор, выпускник Военной академии Генштаба Вооруженных сил России Денис Лямин.
С августа 2019 г. по ноябрь 2020 г. — начальник штаба — первый заместитель командующего 58-й гвардейской общевойсковой армией Южного военного округа.
С ноября 2020 г. по июнь 2021 г. — временно исполняющий обязанности командира 22-го армейского корпуса Черноморского флота ВМФ РФ.
С июня по октябрь 2021 года — командир 22-го армейского корпуса Черноморского флота ВМФ Российской Федерации.
С февраля 2022 — один из командиров вторжения в Украину со стороны Крыма.
С июля по октябрь 2023 года — командующий 58-й гвардейской общевойсковой армией.
С октября 2023 года — начальник штаба Центрального военного округа.

## Награды
- Орден Мужества
- Медаль ордена «За заслуги перед Отечеством» 2 степени
- Медаль Суворова
- Медаль «За боевые отличия»
- Медаль «За укрепление боевого содружества»
- Медаль «За отличие в военной службе» I,II и III степеней
- Медаль «За отличное окончание военного вуза» МО РФ
- Медаль «За участие в военном параде в День Победы»
- Медаль За отличие в службе в Сухопутных войсках
- Медаль «Участнику военной операции в Сирии»
- Медаль За ратную доблесть
- Медаль Маршал Советского Союза Г. К. Жуков
- Медаль «Боевое содружество» (Сирия)
- Орден «За верность долгу» (Республика Крым, 18 апреля 2024) — за безупречное исполнение служебных обязанностей, самоотверженность, проявленную при исполнении служебного долга, мужество и героизм, проявленные в экстремальнвх ситуациях, связанных с риском для жизни[15]
- Орден «За заслуги перед Запорожской областью» I степени (23 июля 2025) — за проявленное мужество, профессионализм и выполнение служебного долга[16][17]